# Noonday (Teksas)
Noonday je grad u američkoj saveznoj državi Teksas. Prema popisu stanovništva iz 2010. u njemu je živjelo 777 stanovnika.